# Aleszkowo (rejon jarosławski)
Aleszkowo (ros. Алешково) – wieś (dieriewnia) w Rosji, w obwodzie jarosławskim, w rejonie jarosławskim. W 2010 liczyła 23 mieszkańców.